# قنصور أنبوبي
قنصور أنبوبي (الاسم العلمي:Colutea fistulosa) هي نوع نباتي يتبع جنس القنصور من فصيلة البقولية.